# Classe Active (patrouilleur)
Le patrouilleur de classe Active était l'une des classes les plus utiles et les plus durables des coupeurs de l'United States Coast Guard. Sur les 35 construits dans les années 1920, 16 étaient encore en service dans les années 1960. Le dernier à être retiré du service actif fut le Morris en 1970 et le dernier en service était le USGC Cuyahoga (en), qui a coulé après une collision accidentelle en 1978.

## Descriptif
La classe Active a été conçue pour poursuivre les mothers ships pendant la Prohibition. Ils ont acquis une réputation de durabilité qui n'a été renforcée que par leur remotorisation à la fin des années 1930 ; leurs moteurs diesel Winton 114-6 à 6 cylindres d'origine ont été remplacés par des unités à 8 cylindres beaucoup plus puissantes qui donnaient aux navires trois nœuds supplémentaires. Ils étaient censés pouvoir rester en mer pendant de longues périodes par tous les temps et pouvaient étendre l'espace d'accostage via des hamacs si le besoin s'en faisait sentir, par exemple si un grand nombre de survivants étaient à bord.
Initialement désignés WPC, pour patrouilleur, ils ont été renommés WSC, pour chasseur de sous-marin, en février 1942, pendant la Seconde Guerre mondiale. Le « W » ajouté à la désignation « SC » (Sub Chaser) identifiait les navires comme appartenant à la Garde côtière américaine. Ceux qui restèrent en service en mai 1966 ont été renommés en tant que Medium endurance cutter (en), WMEC.

### Événements notables
Tous ont servi pendant la Seconde Guerre mondiale, mais deux, le USCGC Jackson (en) et le USCGC Bedloe (en), ont été perdus dans une tempête en 1944.
L'USCGC McLane est crédité du naufrage du sous-marin Ro-32 de la Marine impériale japonaise.
Dix unités ont été réaménagés en baliseurs entre 1941 et 1942 et sont revenus au travail de patrouille par la suite.

### Navires préservés
- L'USCGC Alert a été conservé à Portland en Oregon. Le navire a été abandonné par le propriétaire et coulé le 1er novembre 2021[3].
- L'USCGC McLane est conservé au Great Lakes Naval Memorial and Museum à Muskegon dans le Michigan[4].
- L'USCGC Morris est conservé au Liberty Maritime Museum de Sacramento, en Californie[5].